# Osmoxylon puniceopolleniferum
Osmoxylon puniceopolleniferum är en araliaväxtart som först beskrevs av Benjamin Clemens Masterman Stone, och fick sitt nu gällande namn av Benjamin Clemens Masterman Stone. Osmoxylon puniceopolleniferum ingår i släktet Osmoxylon och familjen Araliaceae. Inga underarter finns listade.